# Uruoca
Uruoca est une municipalité brésilienne de l’État du Ceará. En 2010, elle compte 12 894 habitants.

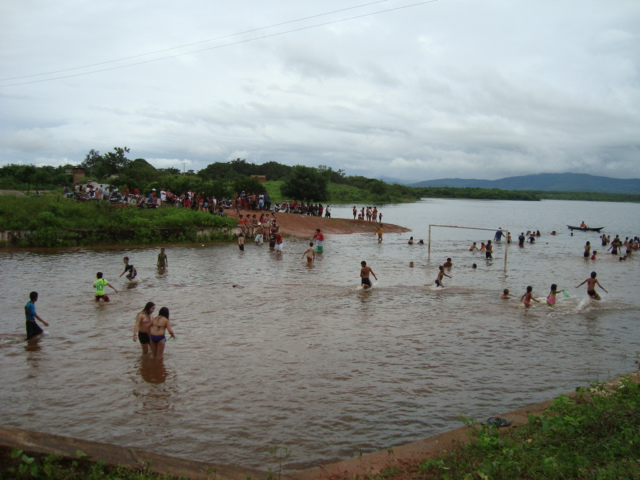
La baignade de Premuoca à Uruoca

## Source
- (pt) Cet article est partiellement ou en totalité issu de l’article de Wikipédia en portugais intitulé « Uruoca » (voir la liste des auteurs).